# Louis II de Chalon-Arlay
Pour les articles homonymes, voir Louis de Chalon, Louis Ier et Louis II.
Louis Ier/II de Chalon-Arlay (1390-1463), seigneur d'Arlay et d'Arguel, prince d'Orange issu de la maison de Chalon-Arlay.

## Biographie
Louis naît en 1390. Il est le fils du seigneur et prince d'Orange Jean III de Chalon-Arlay († 1318) et de la princesse Marie des Baux († 1417), héritière de la principauté d'Orange, fille du prince d'Orange Raimond V des Baux et de Jeanne, fille cadette d'Amédée III, comte de Genève. 
Du vivant de son père, il porte le titre de seigneur d'Arguel. Très jeune, il est chargé par la reine Isabeau de Bavière de reprendre en Languedoc et en Guyenne les places occupées par le parti armagnac.[réf. nécessaire]
Sa petite armée remporte des succès rapides, mais il est supplanté par le comte de Foix. Louis sert alors les intérêts des ducs-comtes de Bourgogne, loyalement, mais assez froidement semble-t-il ; il entre même en conflit avec Philippe le Bon à propos du vicariat d'Empire en Bourgogne que lui avait conféré Sigismond de Luxembourg.[réf. nécessaire]
En 1418, à la mort de son père, il hérite des « terres de Chalon-Arlay, de la principauté d'Orange, et de droits sur le comté de Genève ».
Le Dauphin lui confisque ses fiefs en Dauphiné, mais il les reprend de force en 1428, allié au Duc de Savoie, avant de les perdre le 11 juin 1430 à la suite de la désastreuse défaite d'Anthon que lui inflige Raoul de Gaucourt, gouverneur du Dauphiné. Charles VII lui restitue ses fiefs en 1432 sur promesse de fidélité. Au lendemain du traité d'Arras (1435), il renonce à la vie politique pour se consacrer à l'administration de ses vastes domaines.[réf. nécessaire]

## Famille
Il épouse, en 1412, Jeanne de Montbéliard, dame de Montfaucon et de Montbéliard, fille d'Henri de Montbéliard, comte héritier de Montbéliard, seigneur d'Orbe et d'Echallens, etc.), dont il a : 
- Guillaume VII de Chalon (-1475), prince d'Orange, qui épouse Catherine de Bretagne, fille de Richard d'Etampes et de Marguerite d'Orléans ; père de Jean IV de Chalon d'Orange (1443-1502), lui-même père de Philibert de Chalon (1502-1530) et grand-père de René de Chalon (1519-1544).

Puis en secondes noces, en 1446, il épouse Éléonore d'Armagnac (1423-1456), fille de Jean IV, comte d'Armagnac, et d'Isabelle de Navarre (Estella, 13 juillet 1396 – L'Isle-Jourdain, janvier 1444 ; fille de Charles III le Noble, roi de Navarre, et d'Éléonore de Castille), dont il a : 
- Louis II/III (1448-1476), seigneur de Nozeroy et de Château-Guyon (Châtel-Guyon ou le fort Guyon, à Salins) et chevalier de l'ordre de la Toison d'or ;
- Hugues III (1449-1490), seigneur de Nozeroy, de Château-Guyon et d'Orbe. Il épouse Louise de Savoie (fille du duc de Savoie et de Yolande de France, fille du roi Charles VII et sœur de Louis XI) le 24 août 1479. Leur mariage est arrangé par Louis XI, selon son point de vue politique[3] ;
- Jeanne de Chalon (morte en 1483), qui épouse en 1472 Louis de Seyssel-La Chambre, vicomte de Maurienne, d'où une fille, Françoise de Seyssel-La Chambre (1473-1537), épouse de Gabriel de Seyssel.